# Русалки in da House
Русалки in da House — дебютний альбом української співачки Катя Chilly. Альбом складається з пісень по мотивах українського фольклору. Після його виходу співачку стали називати «українським ельфом» та «русалкою».

## Вплив
Назву альбому запозичив телеканал «М1» для однойменної телепередачі з хітпарадом, яка виходила в 2000-х роках
У 2023 році вийшла композиція музичної продюсерки та відеоблогерки «ТУЧА», у тексті якої є посилання на за головну пісню альбому «Русалки In Da House».

## Список композицій
1. Пливе Вінок — 5:26
2. Русалки In Da House — 3:50
3. Дихання Океану — 3:45
4. За Водою — 5:07
5. Породила — 3:14
6. У Землі — 3:09
7. Сон — 3:03
8. Завйом Вінки — 5:02
9. Проведу Я Росалочки — 3:17